# 당나귀 EO
"당나귀 EO"(폴란드어: Io)는 2022년 개봉한 드라마, 로드 영화이다. 예지 스콜리모프스키가 감독과 각본을 맡았으며, 로베르 브레송의 영화 《당나귀 발타자르》의 영향을 받았다. 서커스단 출신 당나귀 이오의 삶을 다룬 작품이다. 2022년 칸 영화제 심사위원상 공동 수상작이자 황금종려상 경쟁 후보작이다. 제95회 아카데미상(2023년) 국제영화상 후보작이다.